# Eszter Pap
Eszter Pap (* 3. Juni 1993 in Budapest) ist eine ehemalige ungarische Triathletin und Triathlon-Staatsmeisterin (2014).

## Werdegang
Eszter Pap fing als Elfjährige mit dem Triathlon an. Sie gehörte seit 2008 der ungarischen Heraklesz-Spitzensportförderung an.

### Junioren-Vize-Europameisterin Duathlon 2009
Im Mai 2009 wurde Eszter Pap im Duathlon Vize-Europameisterin bei den Junioren.
Von 2008 bis 2010 ging Eszter Pap in Ungarn für den Verein ORTRI an den Start, seit 2011 gehört sie wieder ihrem alten Verein Triatlon Villám (Budapest) bzw. dessen Elite-Team an und besucht das Csik Ferenc Általános Iskola és Gimnázium.

### Junioren-Vize-Weltmeisterin Aquathlon 2010
2010 wurde sie in Budapest Junioren-Vize-Weltmeisterin Aquathlon.
2011 gewann Pap die Bronzemedaille bei der Junioren-EM in Pontevedra und wurde mit Eszter Dudás, Dávid Pap und Gabor Hanko Vierte in der gemischten Staffel.

In diesem Jahr nahm Eszter Pap auch – mit 17 Jahren noch als Juniorin – erstmals an der deutschen Bundesliga (2. Bundesliga Nord) als Elite-Legionärin teil und trat für EJOT Team TV Buschhütten an. Beim Eröffnungstriathlon in Gladbeck (15. Mai 2011) erzielte Pap die zweitbeste Zeit in der Einzelwertung und lag hinter ihren drei ex-aequo-erstgereihten Teamkolleginnen Charlotte Morel, Mignon Vatlach und Scarlet Vatlach. Beim zweiten Bundesliga-Bewerb in Gütersloh (22. Mai 2011) wurde Pap Erste in der Einzelwertung und ihr Verein gewann neuerlich die Goldmedaille. Damit gelang ihrem Verein der angestrebte Aufstieg in die 1. Bundesliga.

### Triathlon-Staatsmeisterin 2014
Im Juli 2014 wurde die damals 21-Jährige Triathlon-Staatsmeisterin. Ihr zwei Jahre jüngerer Bruder Dávid Pap (* 1995) nimmt ebenfalls an ITU-Wettkämpfen teil. Seit 2014 tritt sie nicht mehr international in Erscheinung.
Eszter Pap lebt in Zalaegerszeg.

## Sportliche Erfolge
| Datum/Jahr    | Rang | Wettbewerb                                       | Austragungsort | Zeit     | Bemerkung                              |
| ------------- | ---- | ------------------------------------------------ | -------------- | -------- | -------------------------------------- |
| 5. Juli 2014  | 1    | HUN Triathlon National Championships             | Ungarn         | 02:02:13 | Triathlon-Staatsmeisterin              |
| 24. Juni 2011 | 3    | ETU Triathlon European Championship Junior Women | Pontevedra     | 01:06:01 | Triathlon-Europameisterschaft Junioren |
| 2. Juli 2009  | 29   | ETU Triathlon European Championship Junior Women | Rijssen-Holten |          | Triathlon-Junioren-Europameisterschaft |

| Datum/Jahr    | Rang | Wettbewerb                                      | Austragungsort | Zeit     | Bemerkung                             |
| ------------- | ---- | ----------------------------------------------- | -------------- | -------- | ------------------------------------- |
| 22. Sep. 2012 | 21   | ITU Duathlon World Championship Junior Women    | Nancy          | 01:05:03 | Junioren-Duathlon-Weltmeisterschaft   |
| 23. Mai 2009  | 2    | ETU Duathlon European Championship Junior Women | Budapest       | 01:05:26 | Duathlon-Europameisterschaft Junioren |

| Datum/Jahr   | Rang | Wettbewerb                                    | Austragungsort | Zeit     | Bemerkung                             |
| ------------ | ---- | --------------------------------------------- | -------------- | -------- | ------------------------------------- |
| 8. Sep. 2010 | 2    | ITU Aquathlon World Championship Junior Women | Budapest       | 00:23:59 | Junioren-Vize-Weltmeisterin Aquathlon |